# Onotoa
Onotoa – atol na Oceanie Spokojnym i jednocześnie dystrykt Kiribati. Jest najmniejszym atolem Wysp Gilberta. Po wschodniej stronie atolu znajduje się ciągła linia wysp i wysepek. Zachodnia składa się z podwodnych raf. W 2015 roku atol zamieszkiwały 1393 osoby.
Na atolu znajduje się Port lotniczy Onotoa.